# Tiphia yonaguniensis
Tiphia yonaguniensis (лат.) — вид ос рода Tiphia из семейства Tiphiidae (Hymenoptera). Китай, Япония.

## Описание
Жалящие перепончатокрылые. Этот вид может быть распознан по следующей комбинации признаков: вершина наличника медиально усеченная; задний край тегулы с поперечной вдавленной линией; проподеальная ареола без дополнительного продольного киля между медиальным продольным и латеральным килями, только с медиальным продольным килем; тегула лишь немного длиннее средней ширины; дорсальная поверхность проподеума латерально без короткого поперечного киля за пределами ареолы; внутренняя поверхность заднего базитарзуса медиально без продольной бороздки. Усики самок 12-члениковые, а у самцов состоят из 13 сегментов. Мезоскутум с передней медиальной бороздкой и нотаулусом. Личинки предположительно, как и близкие виды, паразитируют на пластинчатоусых жуках (Scarabaeidae). Вид был впервые описан в 1985 году, а его валидный статус подтверждён в ходе ревизии, проведённой в 2023 году китайскими энтомологами Qian Han, Bin Chen и Ting-Jing Li (Chongqing Normal University, Чунцин, Китай). Включён в состав номинативного подрода Tiphia (Tiphia).